# Addison G. Foster
Addison G. Foster (Belchertown, 1837. január 28. – Tacoma, 1917. január 16.) az Amerikai Egyesült Államok szenátora (Washington, 1899–1905).